# Diospyros frutescens
Diospyros frutescens är en tvåhjärtbladig växtart som beskrevs av Carl Ludwig von Blume. Diospyros frutescens ingår i släktet Diospyros och familjen Ebenaceae.

## Underarter
Arten delas in i följande underarter:
- D. f. frutescens
- D. f. tallak
- D. f. valetonii